# Светозар Обрадовић
Светозар Тоза Обрадовић (Нови Сад, 12. новембар 1950 — Нови Сад, 14. август 2020) био је српски и југословенски сценариста, новинар, педагог и спортски радник. Најутицајнији је модерни српски и југословенски сценариста стрипова, аутор прича за серијале „Кобра“, „Поручник Тара“, „Велики Блек“, „Тарзан“, „Лун, краљ поноћи“ и других.

## Биографија
Обрадовић је у родном граду завршио основну и средњу школу, а студирао је на Грађевинском факултету.
Почео је да се професионално бави стрип сценаријем у 25. години, радом на серијалу „Поручник Тара“ са цртачем Браниславом Керцем. Серијал је објављиван у часопису Златни кликер, који је издавао новосадски „Дневник“. Са истим аутором за горњомилановачке „Дечје новине“ ради серијале „Кобра“ и „Cat Claw“. Паралелно ради сценарија за више десетина епизода „Великог Блека“ и „Луна краља поноћи“ за „Дневникова“ издања, као и за „Тарзана“ новосадског „Форума“, са различитим ауторима. Почетком 1990-их започиње сарадњу са немачким издавачем Bastei Verlag.
Једно време је радио у документацији Радио Телевизије Нови Сад. Највећи део каријере радио је као професионални сценариста. Током 1997. године уређивао је дечји часопис Шкољка из Приштине. Писао је фељтоне за више листова и часописа.
Сарађивао је са великим бројем цртача, али је најпознатији по стриповима које је радио у тандему са Браниславом Керцем, укључујући ту и „Троје несаломљивих“, „Billy the Pljuc“ и кратке вестерн приче.
Бројне епизоде Светозара Обрадовића објављене су широм Европе – у Немачкој, Француској, Холандији, скандинавским земљама, као и у САД.
Осим стрипских сценарија, бави се и публицистиком (Велике преваре и фалсификати, „Дневник“, Нови Сад, 2003; Новосадски стрип, „Прометеј“, Нови Сад, 2007), као и писањем радио-драма. У свету стрипа појавио се и као тушер појединих епизода. Један је од оснивача Удружења стрипских уметника Србије, где је био и потпредседник.
Посебно је запажен његов педагошки рад, како кроз рубрике у Стрип забавнику и „Дечјем дневнику“, тако и кроз школу стрипа, односно стрипску радионицу на Новосадском отвореном универзитету, где је 2001. године организовао и изложбу „Новосадски стрип“.
Поред стрипа, успешно се бавио спортом, нарочито кошарком. Био је ожењен Зором и отац две ћерке.

## Признања (секција под израдом)
- Звање Витез од духа и хумора (Гашин сабор, 2018), додељују Центар за уметност стрипа Београд при Удружењу стрипских уметника Србије и Дечји културни центар Београд[4]